# Жеребчаха
Жеребчаха (Пахомовка) — река в России, протекает по Холмскому району Новгородской области. Река берёт начало в урочище Горки лесовые, у истока река называется Пахомовка. Далее река течёт на юго-восток. Примерно за 300 метров до впадения Варавинки справа в Пахомовку впадает приток Фелонец. В 5,9 км от устья, по правому берегу реки впадает река Варавинка, ниже места впадения Варавинки река называется Жеребчаха и меняет направление течения на восточное. Устье реки находится у посёлка Сопки в 210 км по левому берегу реки Ловать. Длина реки составляет 18 км.
На Жеребчахе находятся населённые пункты Красноборского сельского поселения: деревня Пустыньки и посёлок Сопки.

## Данные водного реестра
По данным государственного водного реестра России относится к Балтийскому бассейновому округу, водохозяйственный участок реки — Ловать и Пола, речной подбассейн реки — Волхов. Относится к речному бассейну реки Нева (включая бассейны рек Онежского и Ладожского озера).
Код объекта в государственном водном реестре — 01040200312102000023155.